# Erich Retter
Erich Retter (17. februar 1925 - 27. december 2014) var en tysk fodboldspiller (forsvarer). Han spillede for VfB Stuttgart som han vandt to tyske mesterskaber med, i henholdsvis 1950 og 1952.
Retter spillede desuden 14 kampe for Vesttysklands landshold, som han debuterede for 20. april 1952 i en venskabskamp mod Luxembourg.

## Titler
Tysk mesterskab
- 1950 og 1952 med VfB Stuttgart

DFB-Pokal
- 1954 og 1958 med VfB Stuttgart